# نان پیتا

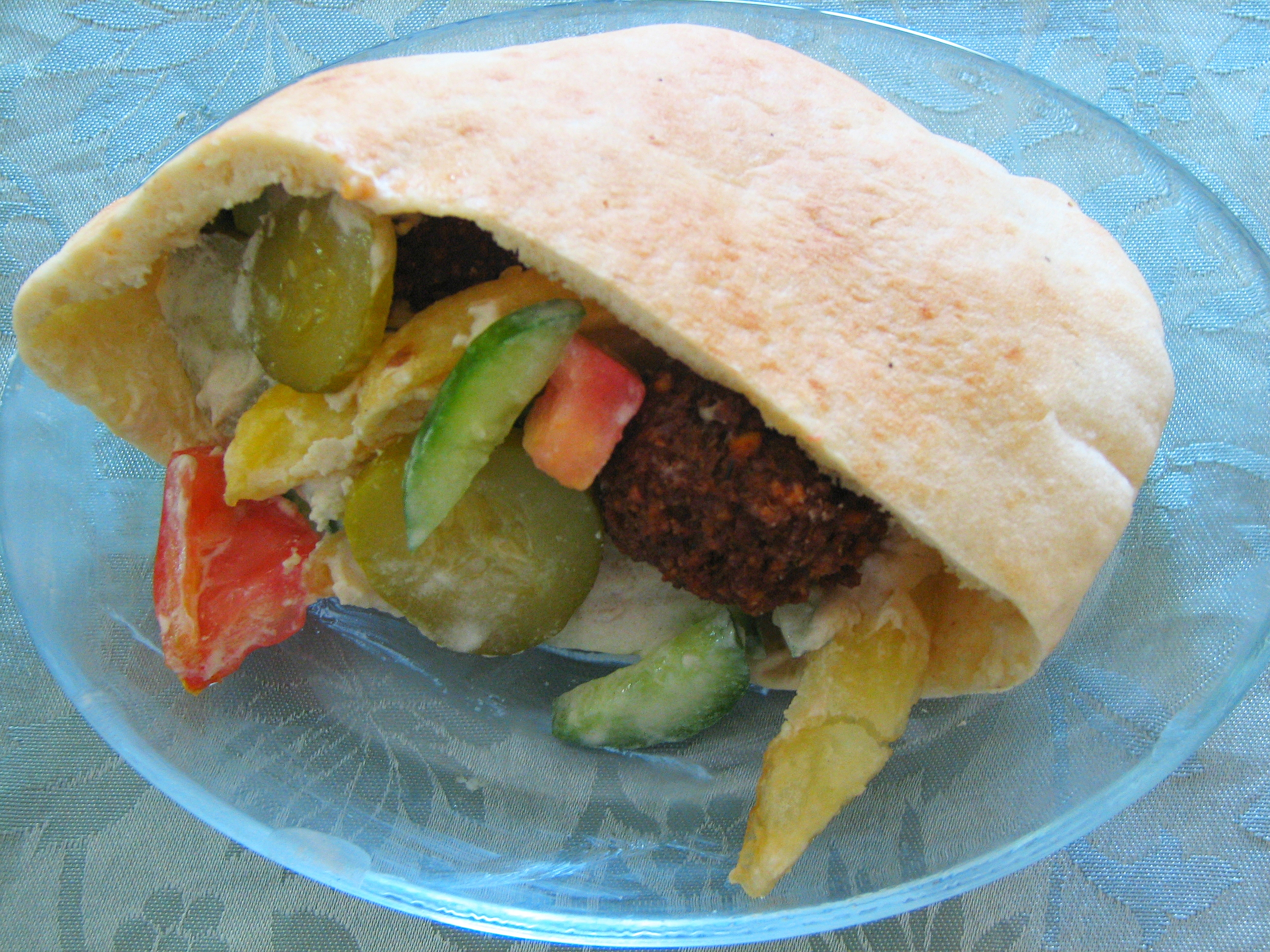
نان پیتایی که به عنوان نان ساندویچ بکار رفته‌است.

نان پیتا (به انگلیسی: Pita) یا (به انگلیسی: pitta)، نان صاف و گردی است که در حدود ۲۰ سانتیمتر قطر دارد. مصرف این نوع نان در مدیترانه، خاورمیانه و شمال آفریقا بسیار رواج دارد. مواد آن را آرد گندم، نمک، خمیر ترش، شکر و آب تشکیل می‌دهند. خمیر را پس از پهن کردن، مدت نسبتاً طولانی می‌گذارند تا ور بیاید، بعد خمیر را در داخل فر بسیار داغ قرار می‌دهند. داخل خمیر شروع به باد کردن می‌کند و به شکل پاکت در می‌آید. به همین علت به انگلیسی به آن pocket bread نیز گفته می‌شود.
در داخل آن انواع مواد خوراکی برای نمونه حمص (خوراک لبنانی) (غذایی از نخود)، کباب و فلافل قرار داده می‌شود به مانند ساندویچ صرف می‌شود. این نان تاریخ چند هزار ساله در خاورمیانه دارد و منشأ پیتزا نیز دانسته شده‌است.